# Сарасота (окръг, Флорида)
Окръг Сарасота (на английски: Sarasota County) е окръг в щата Флорида, Съединени американски щати. Площта му е 1878 km², а населението – 372 057 души. Административен център е град Сарасота.